# اکسیل
اکسیل (به هلندی: Axel) یک منطقهٔ مسکونی در هلند است که در ترنئوزن واقع شده‌است. اکسیل ۷٬۹۲۳ نفر جمعیت دارد.